# Eustroma venipicta
Eustroma venipicta là một loài bướm đêm trong họ Geometridae.